# Plagiochila rara
Plagiochila rara là một loài rêu trong họ Plagiochilaceae. Loài này được Triana & Planch. mô tả khoa học đầu tiên năm 1864.
Danh pháp khoa học của loài này chưa được làm sáng tỏ.